# 諏訪南宮神社
諏訪南宮神社（すわなんぐうじんじゃ）は、愛知県北設楽郡東栄町大字本郷字大森1番にある神社（諏訪神社）。
東栄町の中心部に鎮座している。隣接地には東栄町指定史跡の大森古墳や愛知県指定史跡の大森さいの神がある。
9月末に行われる諏訪南宮神社祭典では、打ち上げ花火、手筒花火、山車の曳き回しなどが披露される。1台が登場する山車の建造時期は不明。

## 祭神
- 建御名方命（たけみなかたのみこと）

## 歴史
平安時代中期に編纂された『三河国内神明名帳』に掲載されている「従四位下須波南宮明神」が諏訪南宮神社に比定されている。

## 現地情報
所在地
- 441-2601 愛知県北設楽郡東栄町大字本郷字大森1番

アクセス
- JR飯田線東栄駅からおでかけ北設バス東栄線に乗車して本郷バス停下車後徒歩約10分
- 三遠南信自動車道鳳来峡インターチェンジから国道151号を経由して約20分

周辺施設
- 東栄町総合社会教育文化施設
  - 花祭会館
  - 東栄町立博物館
  - 東栄町立民芸館
  - 東栄グリーンハウス
- 東栄町立本郷保育園